# NEUROG1
NEUROG1 (англ. Neurogenin 1) – білок, який кодується однойменним геном, розташованим у людей на короткому плечі 5-ї хромосоми.  Довжина поліпептидного ланцюга білка становить 237 амінокислот, а молекулярна маса — 25 718.
| 10         |  | 20         |  | 30         |  | 40         |  | 50         |
| ---------- |  | ---------- |  | ---------- |  | ---------- |  | ---------- |
| MPARLETCIS |  | DLDCASSSGS |  | DLSGFLTDEE |  | DCARLQQAAS |  | ASGPPAPARR |
| GAPNISRASE |  | VPGAQDDEQE |  | RRRRRGRTRV |  | RSEALLHSLR |  | RSRRVKANDR |
| ERNRMHNLNA |  | ALDALRSVLP |  | SFPDDTKLTK |  | IETLRFAYNY |  | IWALAETLRL |
| ADQGLPGGGA |  | RERLLPPQCV |  | PCLPGPPSPA |  | SDAESWGSGA |  | AAASPLSDPS |
| SPAASEDFTY |  | RPGDPVFSFP |  | SLPKDLLHTT |  | PCFIPYH    |  |            |

A: Аланін

C: Цистеїн

D: Аспарагінова кислота

E: Глутамінова кислота

F: Фенілаланін

G: Гліцин

H: Гістидин

I: Ізолейцин

K: Лізин

L: Лейцин

M: Метіонін

N: Аспарагін

P: Пролін

Q: Глутамін

R: Аргінін

S: Серин

T: Треонін

V: Валін

W: Триптофан

Кодований геном білок за функціями належить до активаторів, білків розвитку. 
Задіяний у таких біологічних процесах як транскрипція, регуляція транскрипції, диференціація, нейрогенез. 
Білок має сайт для зв'язування з ДНК. 
Локалізований у ядрі.